# Сетубал (округ)
Округ Сету́бал (порт. Distrito de Setúbal) — округ в западной Португалии. Округ состоит из 13 муниципалитетов. Распределён между двумя статистическими регионами: регион Алентежу, Лиссабонский регион. Распределён между двумя статистическими субрегионами: Алентежу-Литорал, Полуостров Сетубал. В состав округа входит также городская агломерация Большой Лиссабон. Ранее входил в состав провинции Байшу-Алентежу и Эштремадура. Территория — 5163 км². Население — 851 258 человек (2011). Плотность населения — 164,88 чел./км². Административный центр — город Сетубал.

## География
Около трети территории округа занимает собственно Сетубальский полуостров, остальные 2/3 расположены в континентальной части Иберийского полуострова.
Регион граничит:
- на севере — округ Лиссабон, Сантарен
- на востоке — округ Эвора, Бежа
- на юге — округ Бежа
- на западе — Атлантический океан

## Муниципалитеты
Округ включает в себя 13 муниципалитетов:
1. Алкасер-ду-Сал
2. Алкошете
3. Алмада
4. Баррейру
5. Грандола
6. Мойта
7. Монтижу
8. Палмела
9. Сантьягу-ду-Касен
10. Сезимбра
11. Сейшал
12. Сетубал
13. Синиш